# Heterolocha
Heterolocha är ett släkte av fjärilar. Heterolocha ingår i familjen mätare.

## Bildgalleri

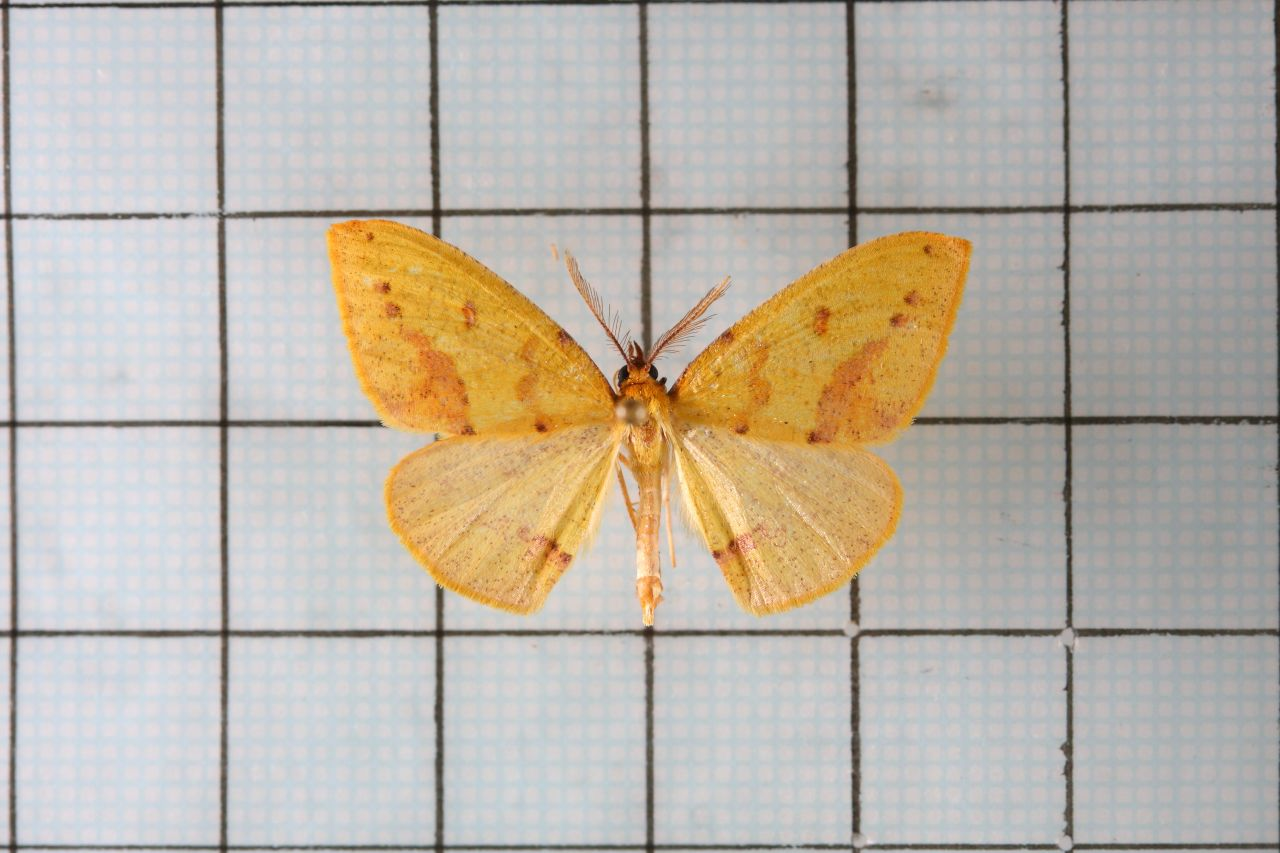
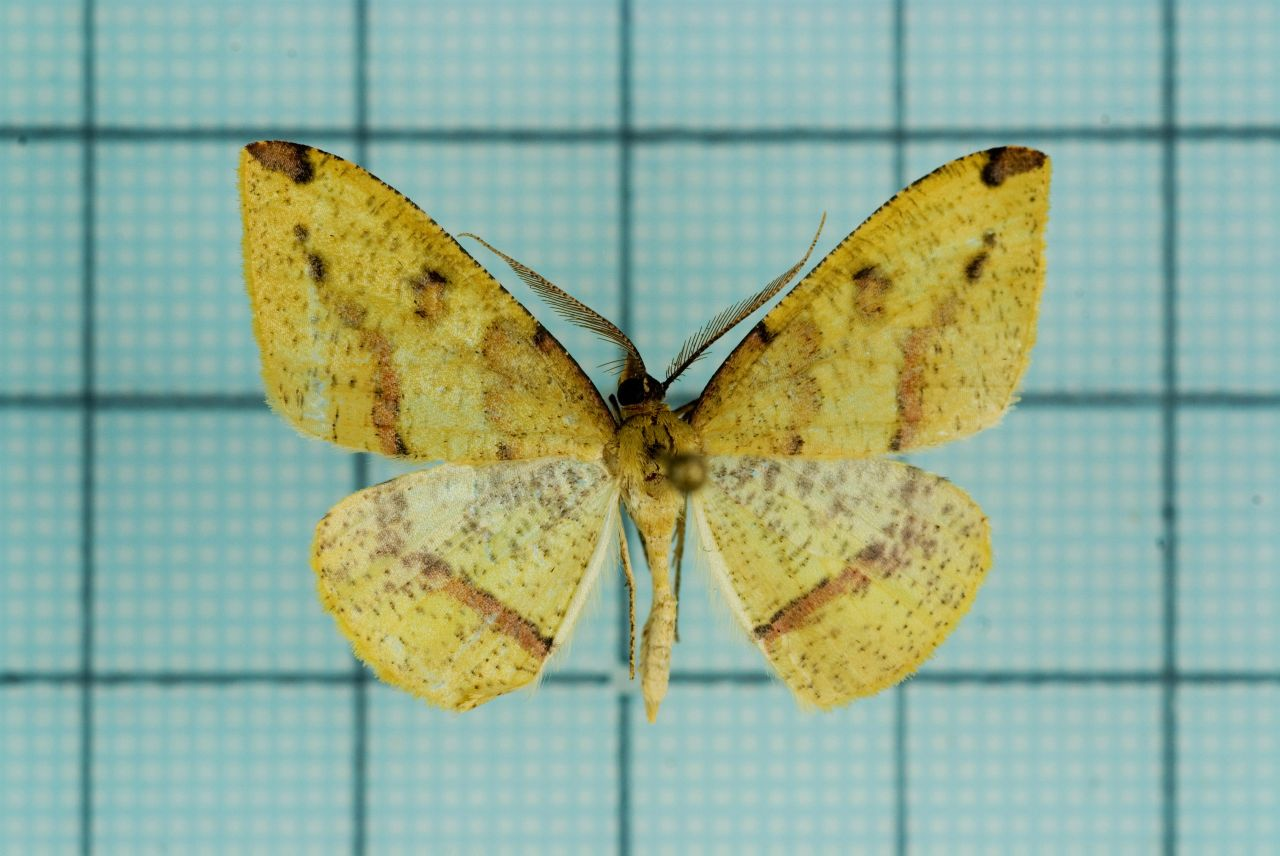
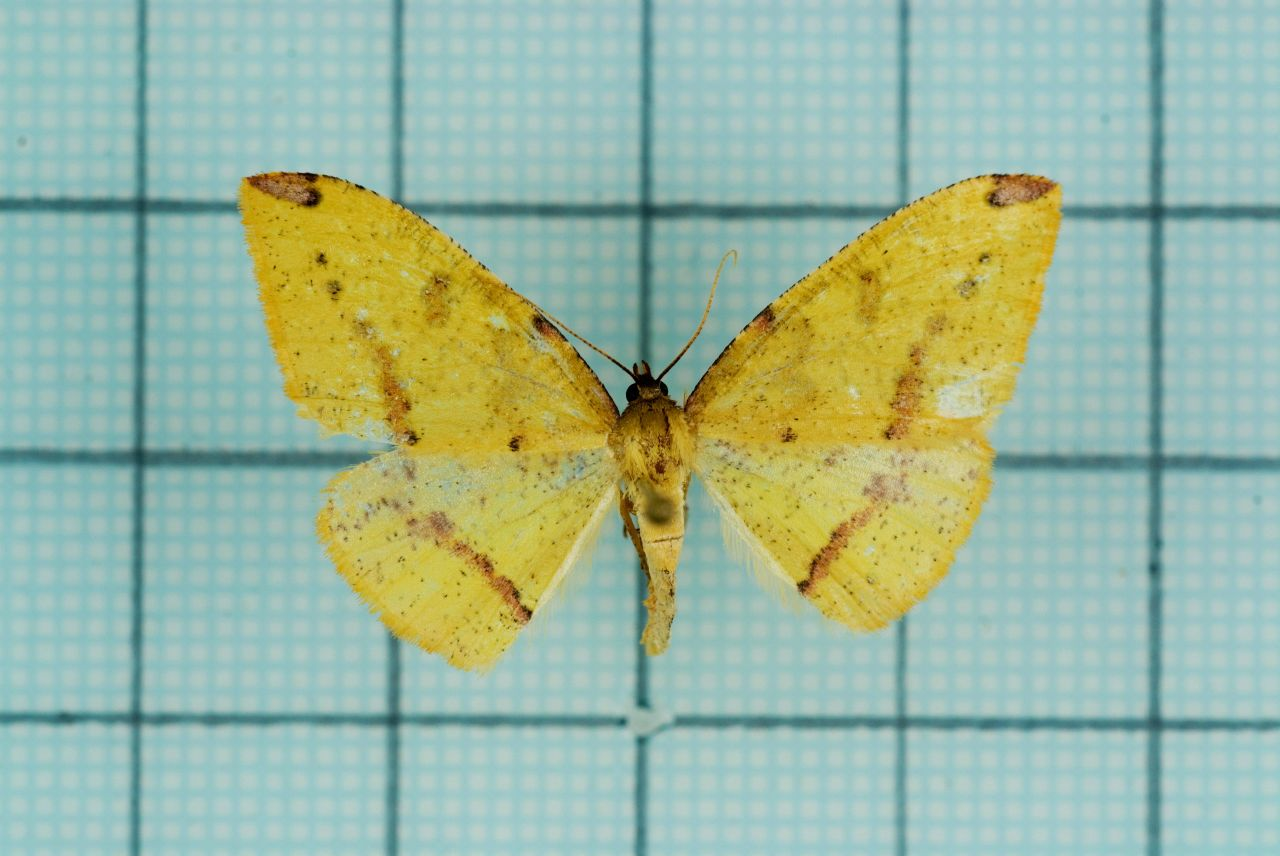
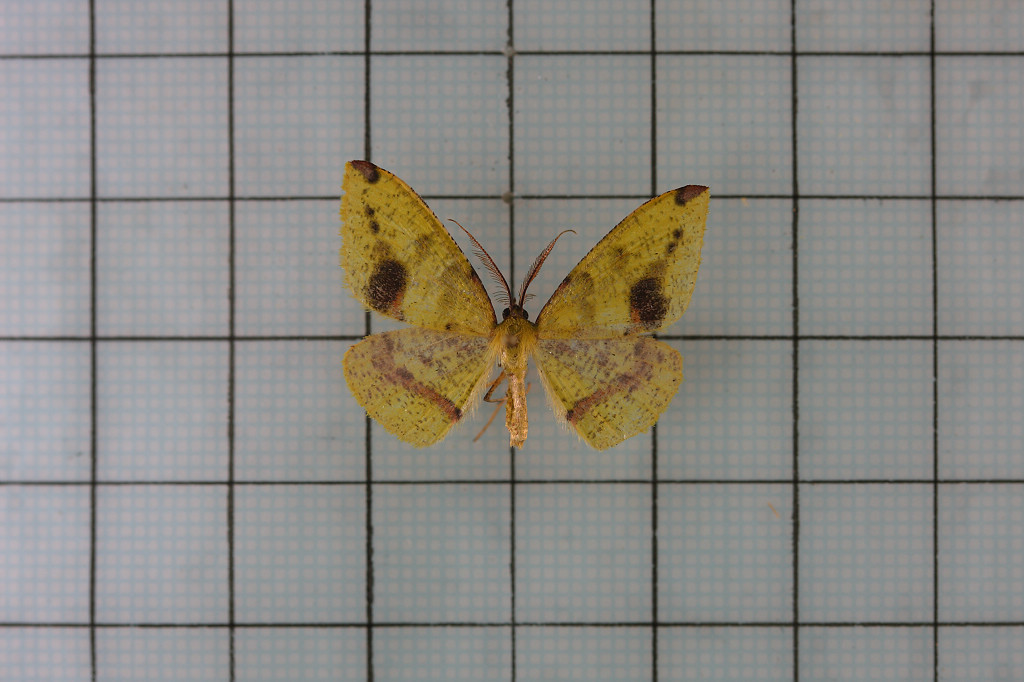
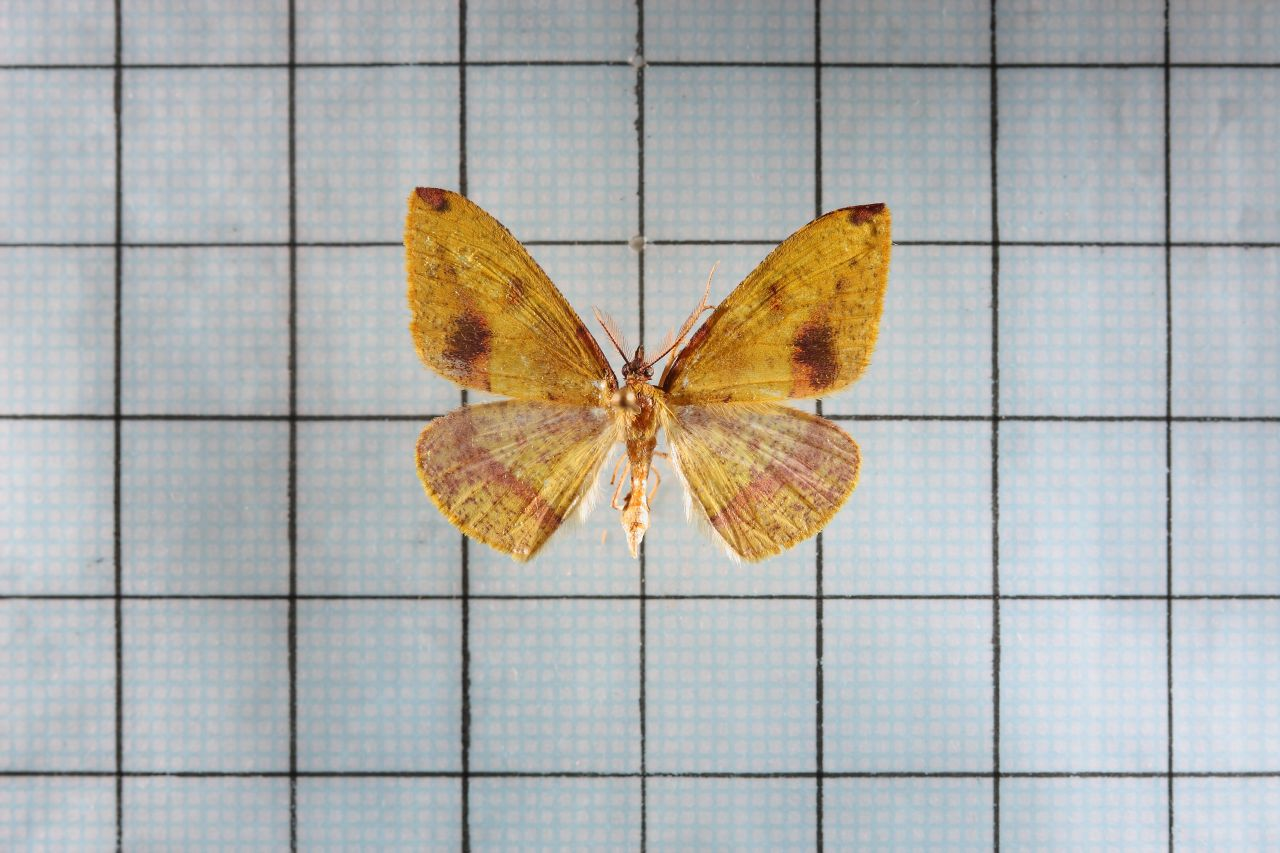
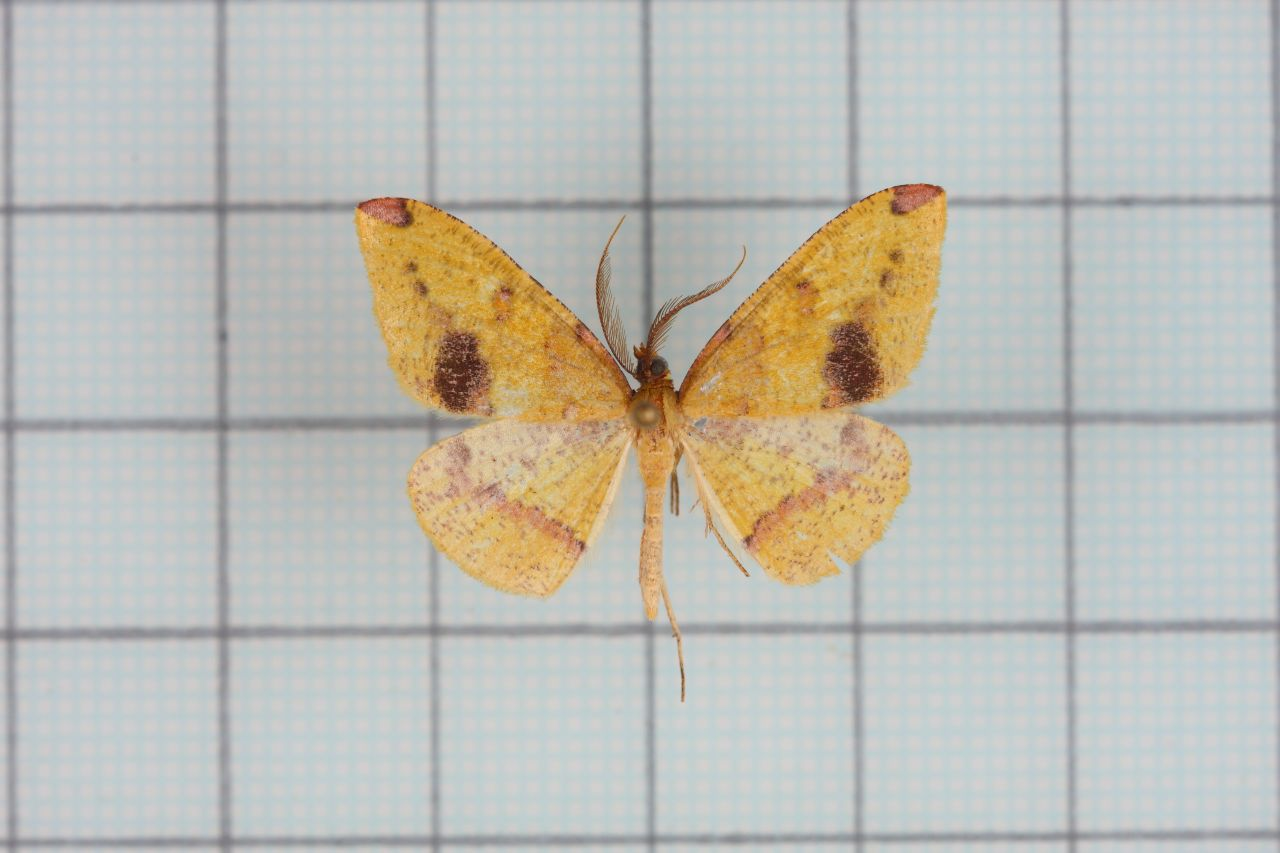

## Dottertaxa tillHeterolocha, i alfabetisk ordning[1]
- Heterolocha adrosea
- Heterolocha aristonaria
- Heterolocha arizana
- Heterolocha atrivalva
- Heterolocha bicolor
- Heterolocha biplagiata
- Heterolocha catapasta
- Heterolocha chrysoides
- Heterolocha cinerea
- Heterolocha citrina
- Heterolocha coccinea
- Heterolocha declinata
- Heterolocha decoloraria
- Heterolocha desistaria
- Heterolocha disistaria
- Heterolocha elaiodes
- Heterolocha epicyrta
- Heterolocha euxantha
- Heterolocha falconaria
- Heterolocha ferruginata
- Heterolocha fuscofasciaria
- Heterolocha gradivaria
- Heterolocha hoengica
- Heterolocha hypochrysea
- Heterolocha hypoleuca
- Heterolocha incolorata
- Heterolocha jinyinhuaphaga
- Heterolocha jobaphegrapha
- Heterolocha juno
- Heterolocha laminaria
- Heterolocha latifasciaria
- Heterolocha lilacina
- Heterolocha lonicerae
- Heterolocha lungtana
- Heterolocha lunilinea
- Heterolocha marginaria
- Heterolocha marginata
- Heterolocha mokanensis
- Heterolocha nigripuncta
- Heterolocha niphonica
- Heterolocha notata
- Heterolocha obliquaria
- Heterolocha patalata
- Heterolocha phaenicotaeniata
- Heterolocha phaeocelis
- Heterolocha phoenicotaeniata
- Heterolocha pinara
- Heterolocha polymorpha
- Heterolocha pyreniata
- Heterolocha rosearia
- Heterolocha rubrifusa
- Heterolocha sabulosa
- Heterolocha sachalinensis
- Heterolocha stulta
- Heterolocha subroseata
- Heterolocha subviolacea
- Heterolocha sutschanska
- Heterolocha symmetrica
- Heterolocha szetschwanensis
- Heterolocha tahoensis
- Heterolocha taiwana
- Heterolocha varians
- Heterolocha xerophilaria